# Мондер, Мария
Мария Мондер (англ. Maria Maunder; род. 19 марта 1972, Сент-Джонс) — канадская гребчиха, выступавшая за сборную Канады по академической гребле в 1990-х годах. Серебряная призёрка летних Олимпийских игр в Атланте, победительница и призёрка регат национального значения.

## Биография
Мария Мондер родилась 19 марта 1972 года в городе Сент-Джонс провинции Ньюфаундленд и Лабрадор, Канада. В детстве серьёзно занималась плаванием, посвятив ему в общей сложности более десяти лет.
Во время учёбы в Университете Западного Онтарио занималась одновременно плаванием и академической греблей, причём в обоих этих видах спорта показывала достаточно высокие результаты на различных студенческих соревнованиях. Состояла в женском студенческом обществе Alpha Gamma Delta.
Дебютировала на взрослом международном уровне в сезоне 1994 года, когда вошла в основной состав канадской национальной сборной по академической гребле и выступила на Регате Содружества в Онтарио, где одержала победу в зачёте распашных рулевых восьмёрок. Также в этом сезоне стартовала в безрульных четвёрках и рулевых восьмёрках на чемпионате мира в Индианаполисе, но здесь сумела квалифицироваться лишь в утешительные финалы B.
На мировом первенстве 1995 года в Тампере финишировала пятой в безрульных двойках и шестой в восьмёрках.
Благодаря череде удачных выступлений удостоилась права защищать честь страны на летних Олимпийских играх 1996 года в Атланте. В составе экипажа, куда также вошли гребчихи Тоша Тсанг, Анна ван дер Камп, Джессика Монро, Хизер Макдермид, Эмма Робинсон, Тереза Люк, Элисон Корн и рулевая Лесли Томпсон, показала второй результат в восьмёрках, уступив более четырёх секунд команде из Румынии — тем самым завоевала серебряную олимпийскую медаль.
После атлантской Олимпиады Робинсон осталась в составе гребной команды Канады на ещё один олимпийский цикл и продолжила принимать участие в крупнейших международных регатах. Так, в 1997 году в парных четвёрках она заняла шестое место на этапе Кубка мира в Люцерне и на мировом первенстве в Эгбелете.
В 1998 году выступила в парных двойках на этапе Кубка мира в Люцерне и на чемпионате мира в Кёльне, однако в обоих случаях была далека от попадания в число призёров. Вскоре по окончании этого сезона приняла решение завершить спортивную карьеру.